# Isonychia sayi
Isonychia sayi is een haft uit de familie Isonychiidae. De wetenschappelijke naam van de soort is voor het eerst geldig gepubliceerd in 1953 door Burks.
De soort komt voor in het Nearctisch gebied.